# Lidingö

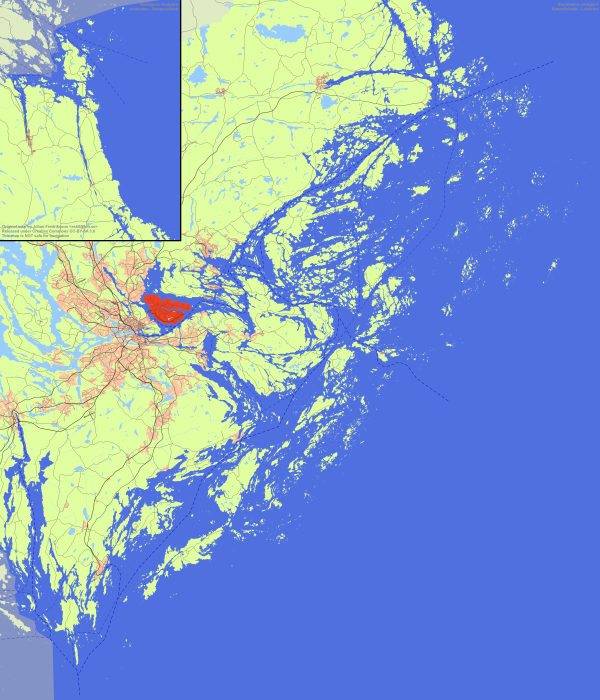
Lidingöns läge i Stockholms skärgård.

Lidingö, även Lidingön eller Lidingölandet, är en ö i södra Uppland i Stockholms inre skärgård. Den bildar tillsammans med några mindre ögrupper, däribland Fjäderholmarna och Storholmen, Lidingö kommun. 

## Etymologi

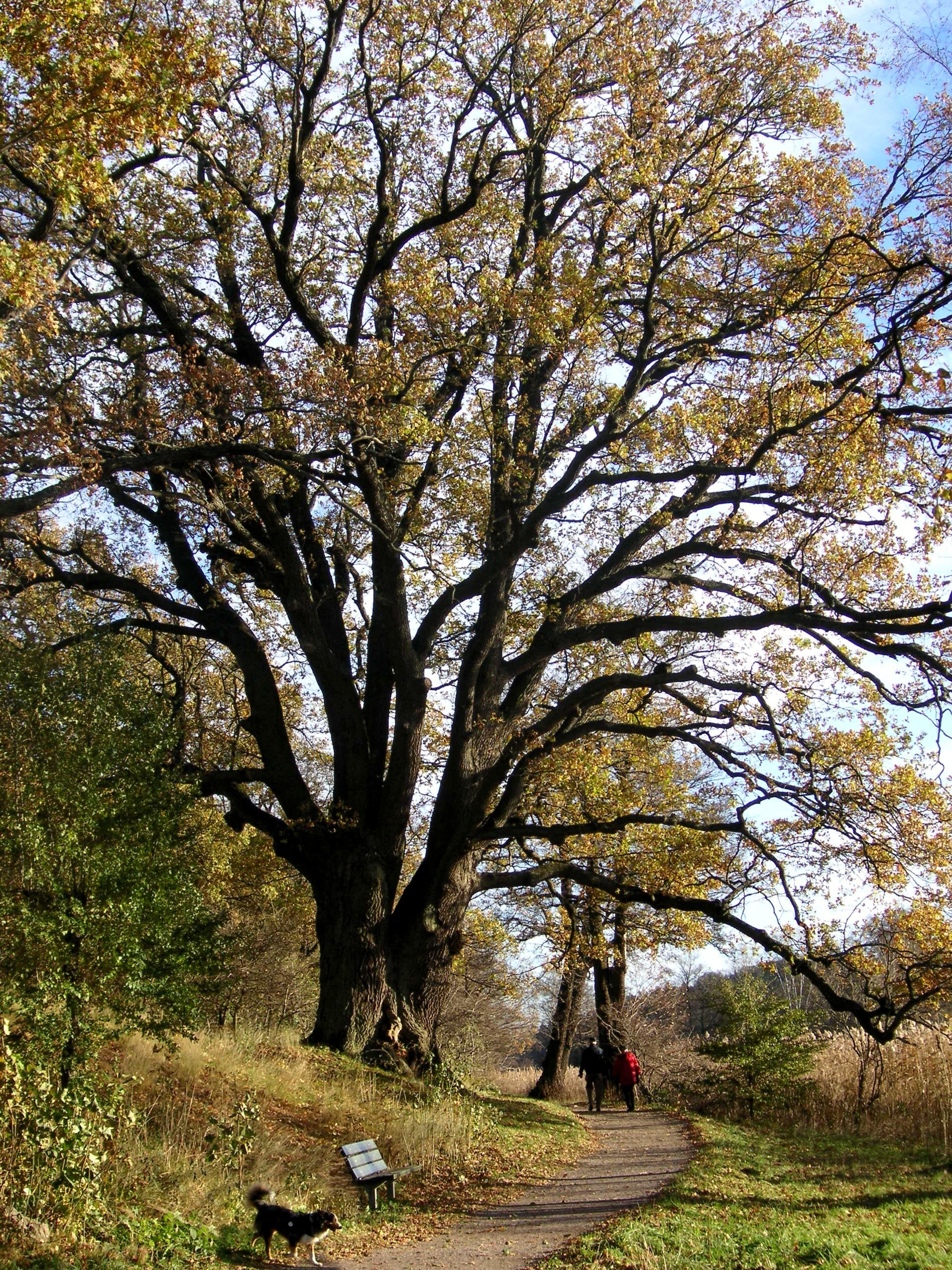
Gammelek vid promenadstigen längs Kyrkviken.

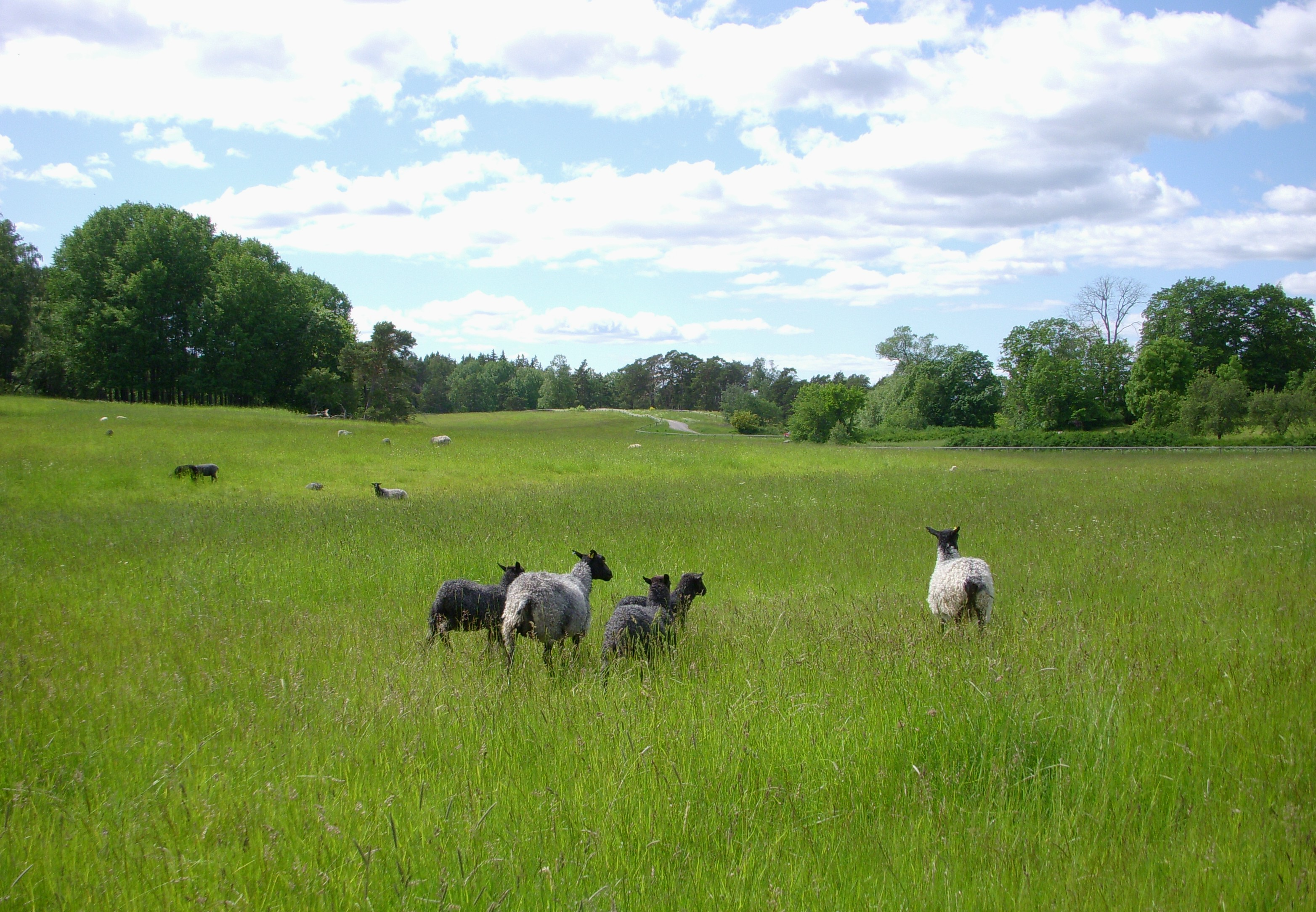
Kulturlandskapet på Lidingö vid Elfvik.

Olika tolkningar har framförts av betydelsen av namnet Lidingö och hur ön benämndes ursprungligen.
Det äldsta dokument man återfunnit där Lidingö omnämns i skrift är i ett testamente upprättat 1328 av stormannen Jedvard Filipsson, i meningen curiam in Lydhingø, motsvarande "en Lidingö gård". Vilken gård som avsågs angavs inte men enligt en teori kan det vara samma gård som anges i ett brev 1370 som "curiam meam dictam vigby" det vill säga Vikby bo (i ett salubrev 1381 skrivet som "Wiby" och 1384 som enbart "Boo" med två "o") motsvarande Bo gård i nuvarande stadsdelen Bo, där Vik i namnet avser nuvarande Kyrkviken som på 1300-talet skar djupare in mot väster, med strandlinjen betydligt närmare platsen för nuvarande Bo gård, ursprungligen Vikby. 
Namnforskaren Carl Ivar Ståhle (1913-1980) hävdade att ursprunget till förledet Lydh var Ludd, motsvarande den fornnordiska benämningen på vass och att den inre delen av Kyrkviken, som innan en kyrka byggdes, benämndes Ludh(a)vik- den vassrika havsviken. Kopplingar av förledet Lydh till ordet ledung och vikingarnas ledungsflottor, som har förekommit i litteraturen, speciellt i samband med att Lidingö skulle välja stadsvapen 1926 (se Lidingö kommunvapen), som hade tydliga drag av tidens trend med nationalromantik, avvisade dock Ståhle.
Namnet som det angavs 1328, Lydhingø, kan också ha samma ursprungsbetydelse som exempelvis gårdsnamnet Lydinge gods i Tuna socken nordost om Uppsala, men i form av en 'ö', Lydhinge-ö. Namnet Lydinge förekommer idag i ett namn på en fastighet på Lidingö. Ett annat faktum är att bokstaven i ända fram mot 1600-talet ofta angavs som ÿ , i vissa sammanhang och användes genomgående i exempelvis ordet wÿk motsvarande nuvarande stavningen vik varför Lidingö långt tillbaka tiden kan ha stavats som Lÿdingö eller Lÿdhingö med nuvarande uttal, eventuellt som ij. 

### Förledet Lid- och efterledet -inge
Nuvarande stavningen Lidingö är en moderniserad form av det namn på ön som anges på den äldsta karta som återfunnits över Lidingö, framtagen av lantmätare Pedher Mehnlöös i november 1661, med stavningen Lijdingeöön. På en karta, ursprungligen upprättad 1696 och uppdaterad 1779 av Erland Ström anges namnet till Lidingeöhn, där man hållit fast vid efterledet -inge. Efterledet -inge i dessa båda stavningar är ett mycket vanligt efterled i gamla ortnamn i Mälardalen och många andra platser i Sverige, exempelvis Arn-inge, Han-inge, Hudd-inge, Gröd-inge etc. och avser folk som bodde eller kom från en viss plats. Förleden är ofta terrängbetecknande, varför lid i betydelsen 'backe' eller 'kuperad terräng' skulle kunna passa in. Utefter den kustlinje som vetter närmast mot Stockholm finns det ett fåtal dalgångar med backar som folk till fots i första hand var hänvisade till förr i tiden när de skulle ta sig in och upp på Lidingölandet. Inne på Lidingö finns det också ett fåtal större områden som kan betraktas som flacka jämfört med förhållandena på fastlandet, varför berg och backar var något som Lidingöborna sen forntiden hade fått vänja sig vid. Etymologen Elof Hellquist (1864-1933) hävdade redan 1927 att den första delen Liding otvetydigt kommer av ordet lid, vilket betyder 'backe' eller 'bergssluttning'. Det är den namnteorin som från att Lidingö dyker upp i olika ägarhandlingar på 1300-talet som är det vedertagna ursprunget till nuvarande namn. Man kan dock inte utesluta att ön benämndes annorlunda runt 1200-talet, men ingen skriftlig dokumentation har återfunnits från tiden före 1300-talet. 
Namnet uppdelat i tre delar med olika stavningar som har använts under olika århundraden, kan sammanfattas som: Ludh(a)-, Ludd-, Lydh-, Lyd-, Lijd-, Lid-, -inge-, -ing-, -ø, -öö och -ö.

## Historia
Lidingös historia som boplats går tillbaka till vikingatiden och kan delas upp i ett antal tydliga tidsperioder. först kom forntiden från tidig järnålder fram till slutet av 1200-talet samtidigt med att Stockholm började utvecklas som stad.
Lidingö var ett bondesamhälle med många mindre gårdar från tidigt 1200-1300 som förvärvas av Bo Johnsson (Grip) under perioden 1376-1381. Hans markområde omfattande större delen av Lidingölandet. Lidingö tas över av Gustav Axelsson Banér på Djursholms slott på slutet av 1400-talet. Johan Gabriel Banér d.y. sålde alla s.k. frälsehemman på Lidingö 1775 till förmögna Stockholmare.
Lidingö villastäder byggdes upp genom bolagsförvärv av mark med början 1906, som tidigare använts som jordbruksmark, och styckas upp. 1900-talets industrialisering gjorde sitt intåg på Lidingö med AGA (1910) som största företag. Efterkrigstidens koncentrerade bostadsområden med flerbostadshus byggdes upp från omkring 1950 fram till början av 1970-talet.

### Historiska kartor

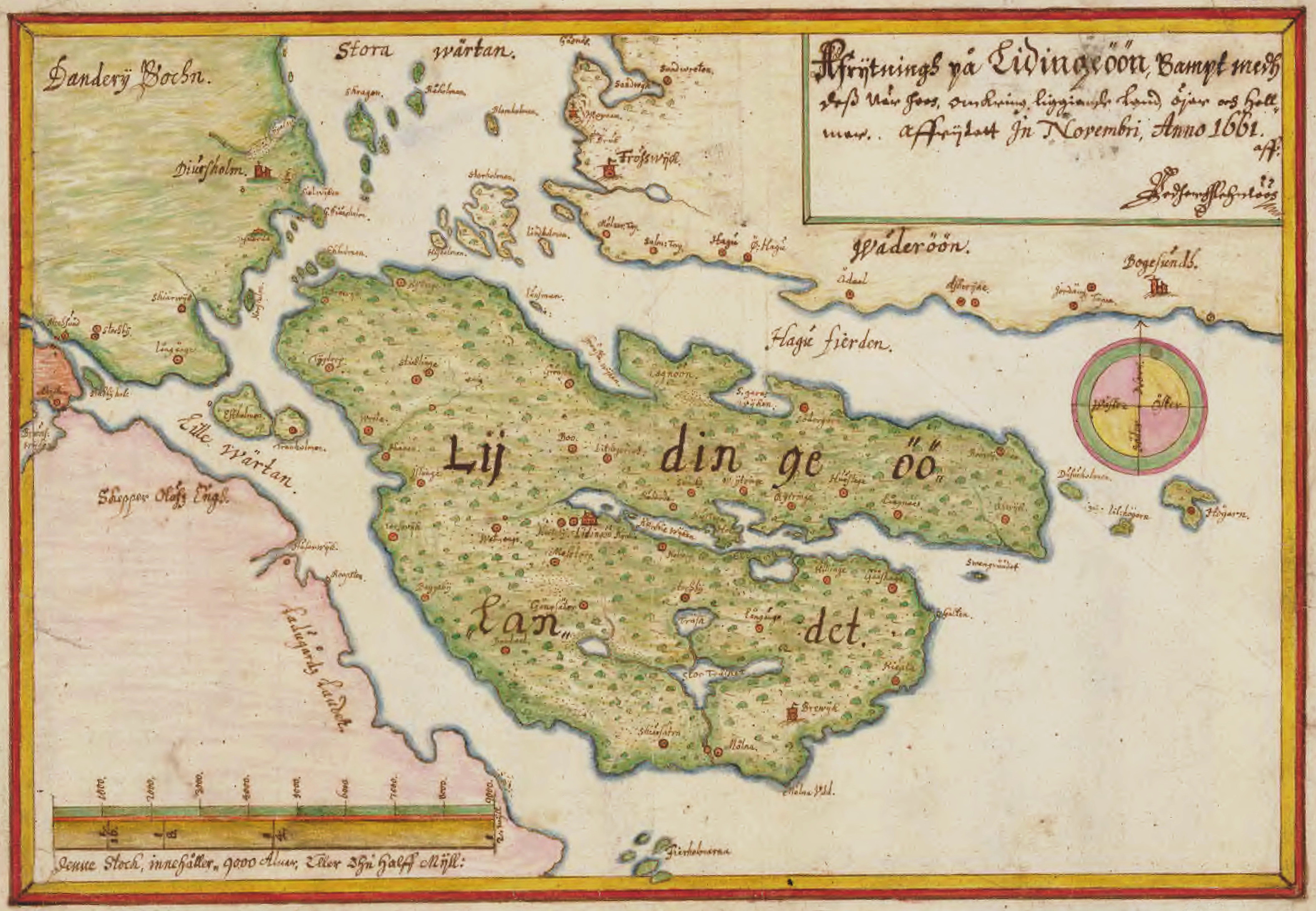
Lidingön 1661.
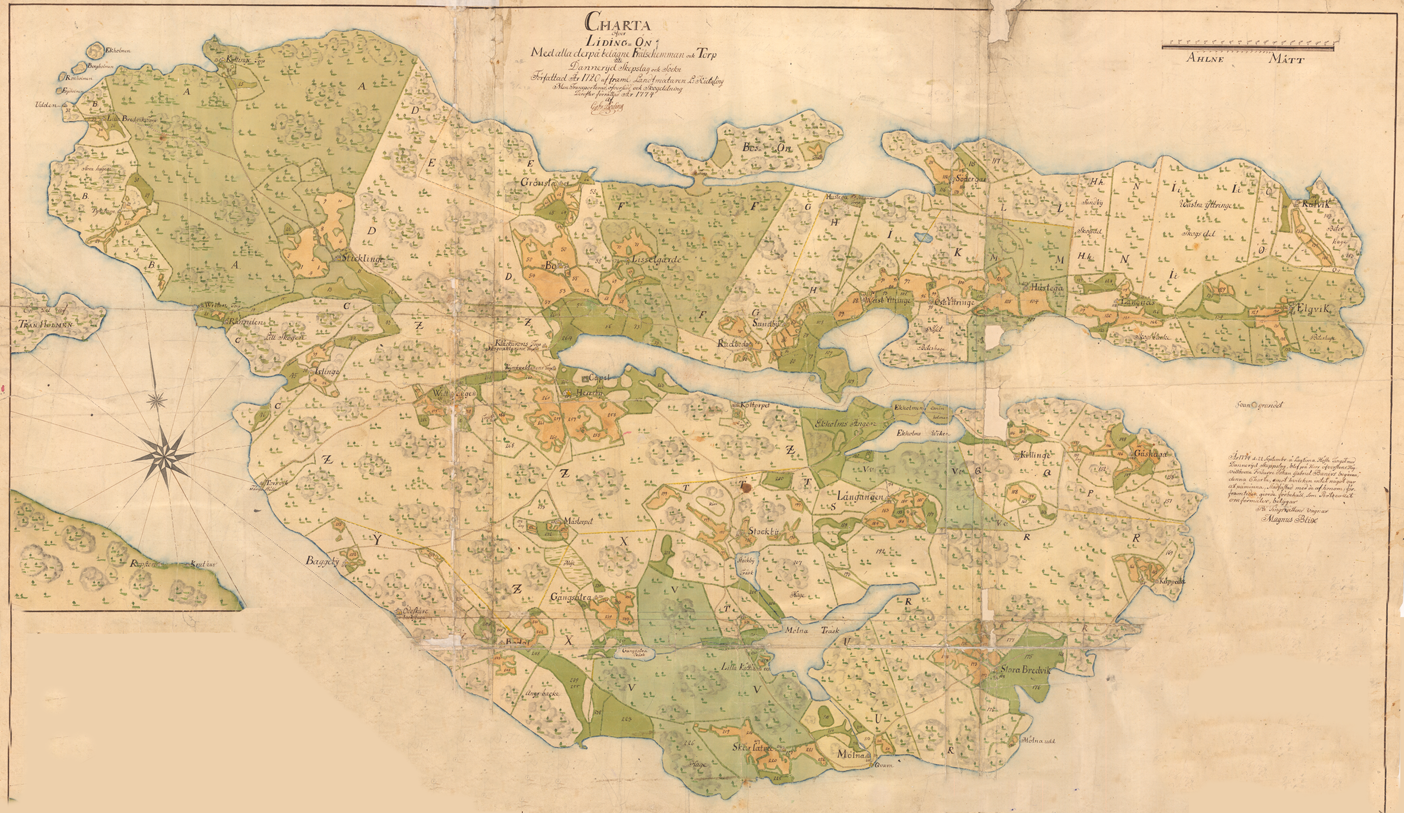
Lidingön 1720-1774.
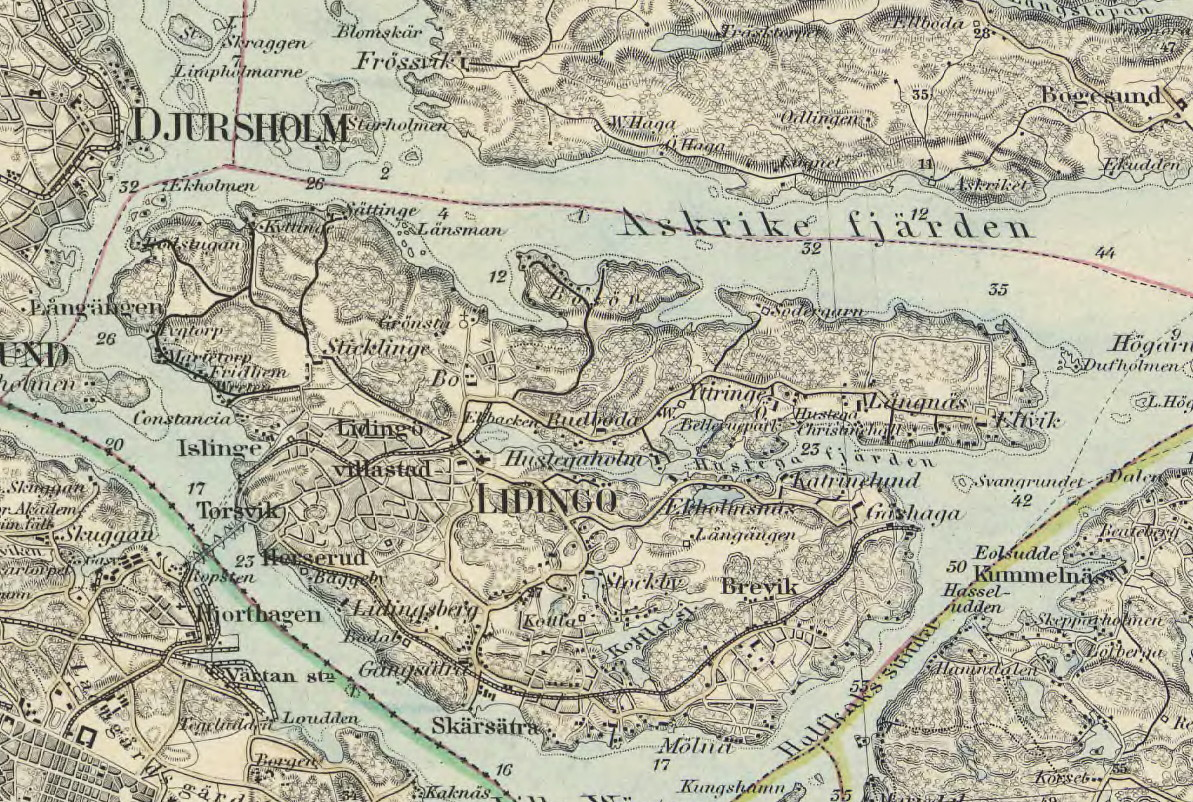
Lidingön 1873.
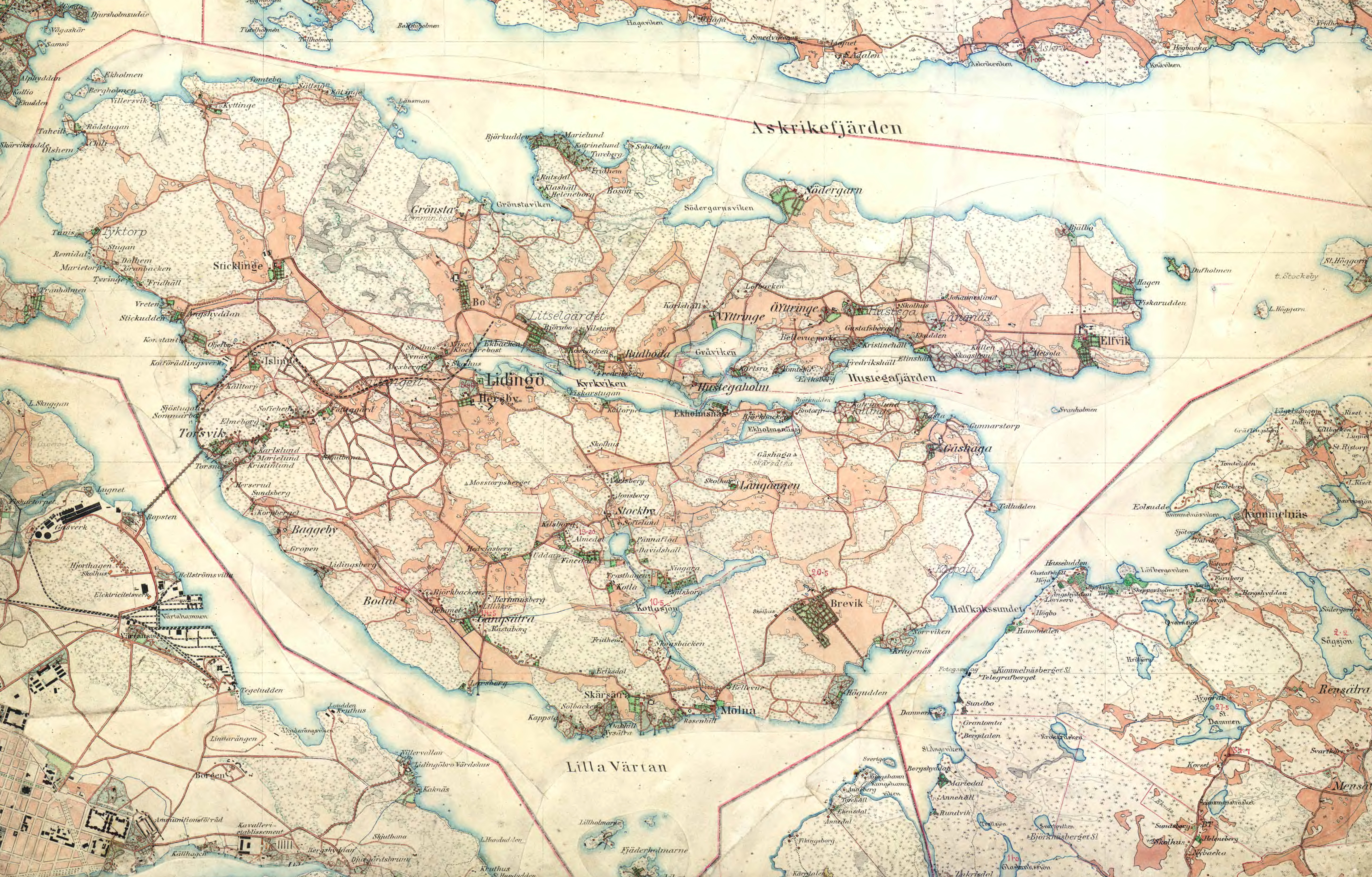
Lidingön 1900.

## Natur
Den obebyggda delen av Lidingö består huvudsakligen av skog. Terrängen är relativt starkt kuperad med stora bergsryggar och mellanliggande bördigt slättland, som genom landhöjningen stigit ur havet, och idag på de mest låglänta områdena ligger endast några meter över havsnivå. På den östra delen av Lidingö finns Långängen-Elfviks naturreservat, ett område som sträcker sig från södra delen av Lidingö vid Kottlasjön via Ekholmsnäs över Hustegafjärden och vidare till Elfvikslandet. Området är rikt på rådjur, dovhjort och rödräv. En bäverfamilj finns i Kottlasjön med tydliga spår av strandnära trädfällning av lövskog, och grävling finns i området vid Stockby.
Den största höjden är det delvis konstgjorda berget vid Ekholmsnäsbacken, som når 70 meter över havsnivå.

### Sjöar och vattendrag
Det finns fem mindre sjöar på ön, där Kottlasjön är den största:
- Stockbysjön
- Kottlasjön
- Ekholmsnässjön
- Stockbyån
- Västra Långängskärret
- Mölnaån
- Gråviken

### Havet
Lidingö är den största ön närmast Stockholms stad i det inre av Stockholms skärgård med en areal på cirka 3050 ha. Ön omgärdas av vattenområdena Lilla Värtan, Halvkakssundet, Höggarnsfjärden, Askrikefjärden och Stora Värtan. Ön delas i norra och södra Lidingö av Kyrkviken och Hustegafjärden som i öster övergår i Höggarnsfjärden.

### Miljösituation
Lidingö är relativt hårt belastad av luftföroreningar och sotpartiklar från centrala Stockholm och från kolkraftverkets utsläpp i Hjorthagen genom de förhärskande vindarna från sydväst till väst. Kvalitén på havsvattnet är idag dock så god att vattnet i princip är tjänligt för bad runt om hela Lidingö. Tillkomsten av Käppala reningsverk och ett sen lång tid tillbaka förbud mot utsläpp av orenade avlopp från både industri, hushåll och yrkessjöfart i vattenområdet runt Lidingö utgör i detta sammanhang de viktigaste delarna för havsvattenkvalitén runt Lidingön. Ända in på 1960-talet släpptes stora mängder avloppsvatten ut orenat till vattenområdet öster om Stora Höggarn från både hushåll och industrier kombinerat med oljespill och annat från den tidigare täta fartygstrafiken med både lastfartyg och oljetankers till Värtahamnen och Frihamnen.

## Tätorter
- Lidingö
- Brevik
- Sticklinge udde

## Ambassader på ön
På Lidingö finns följande länders ambassader (inkluderat konsulat): Albanien, Bahamas, Bolivia, El Salvador, Eritrea, Filippinerna, Honduras, Iran, Kongo-Kinshasa, Nordkorea, Ukraina, Sudan, Belarus och Zimbabwe. Flera ambassader i Stockholm har sitt ambassadörsresidens på Lidingö.

## Bildgalleri

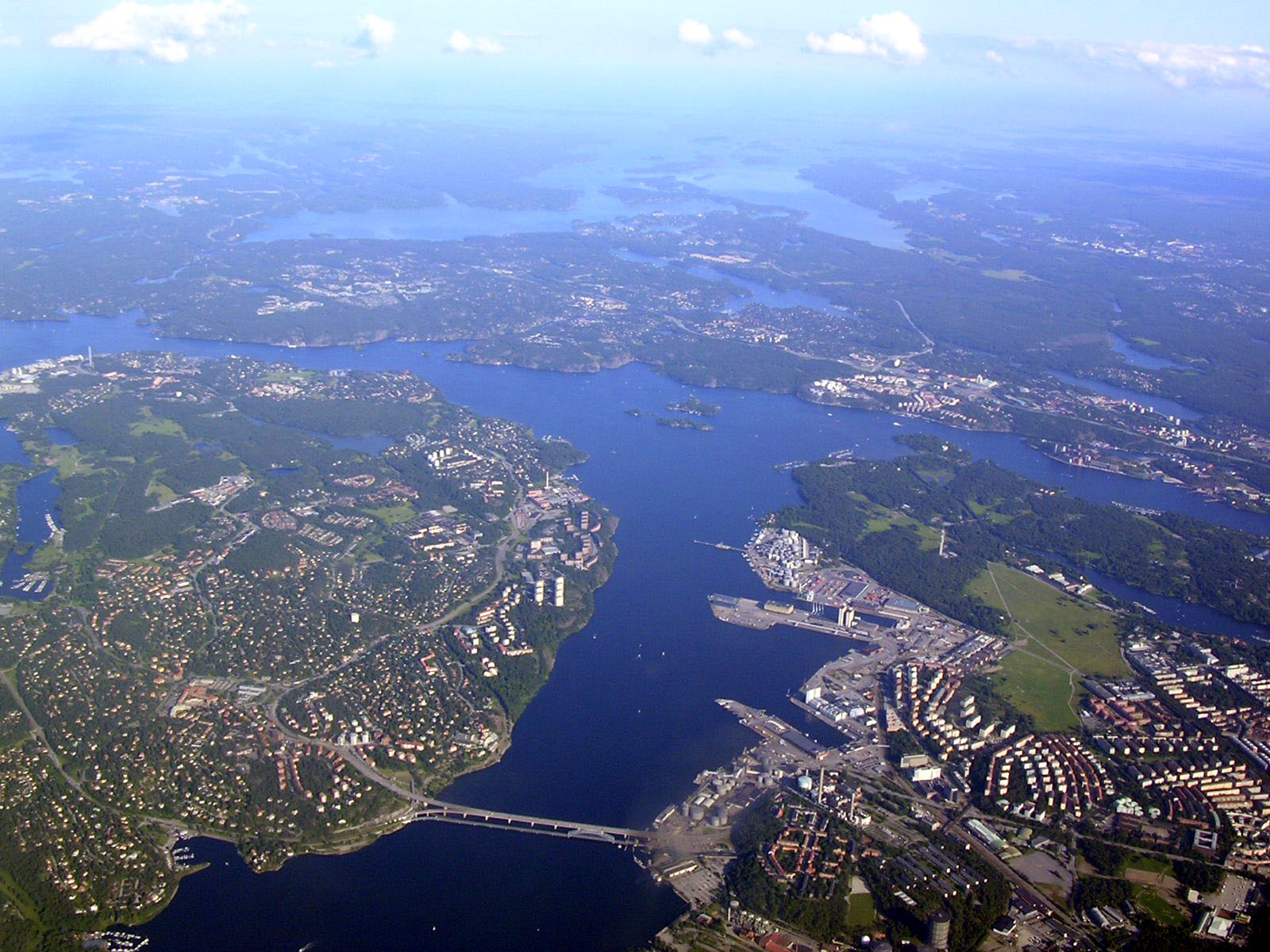
Lidingö från luften. Lidingö är landmassan till vänster. I mitten syns Lilla värtan med Lidingöbron och till höger Östermalm, Stockholm.
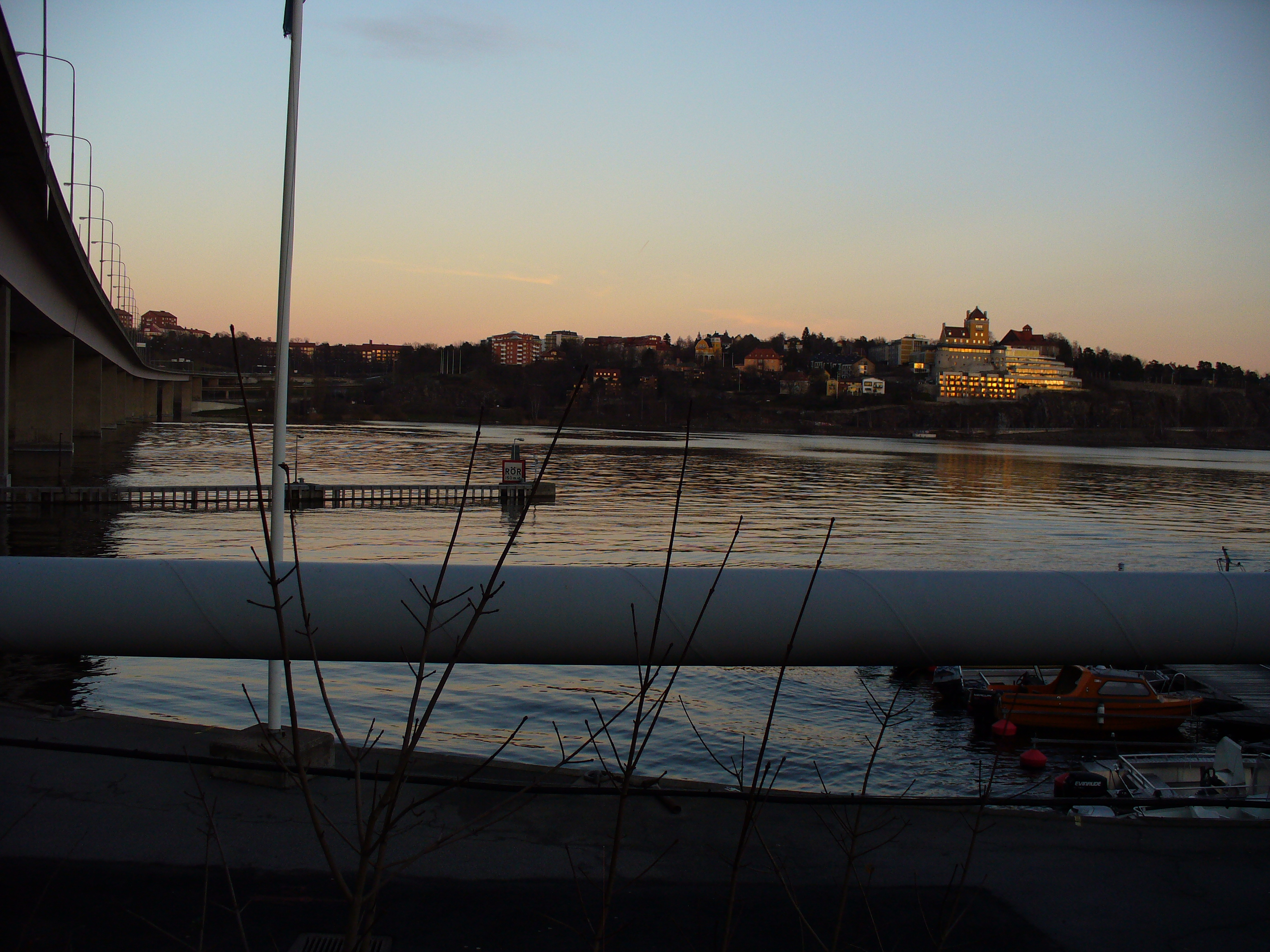
Lidingö sett från Ropsten över Lilla Värtan med Lidingöbron till vänster. Hotell Foresta dominerar vyn.
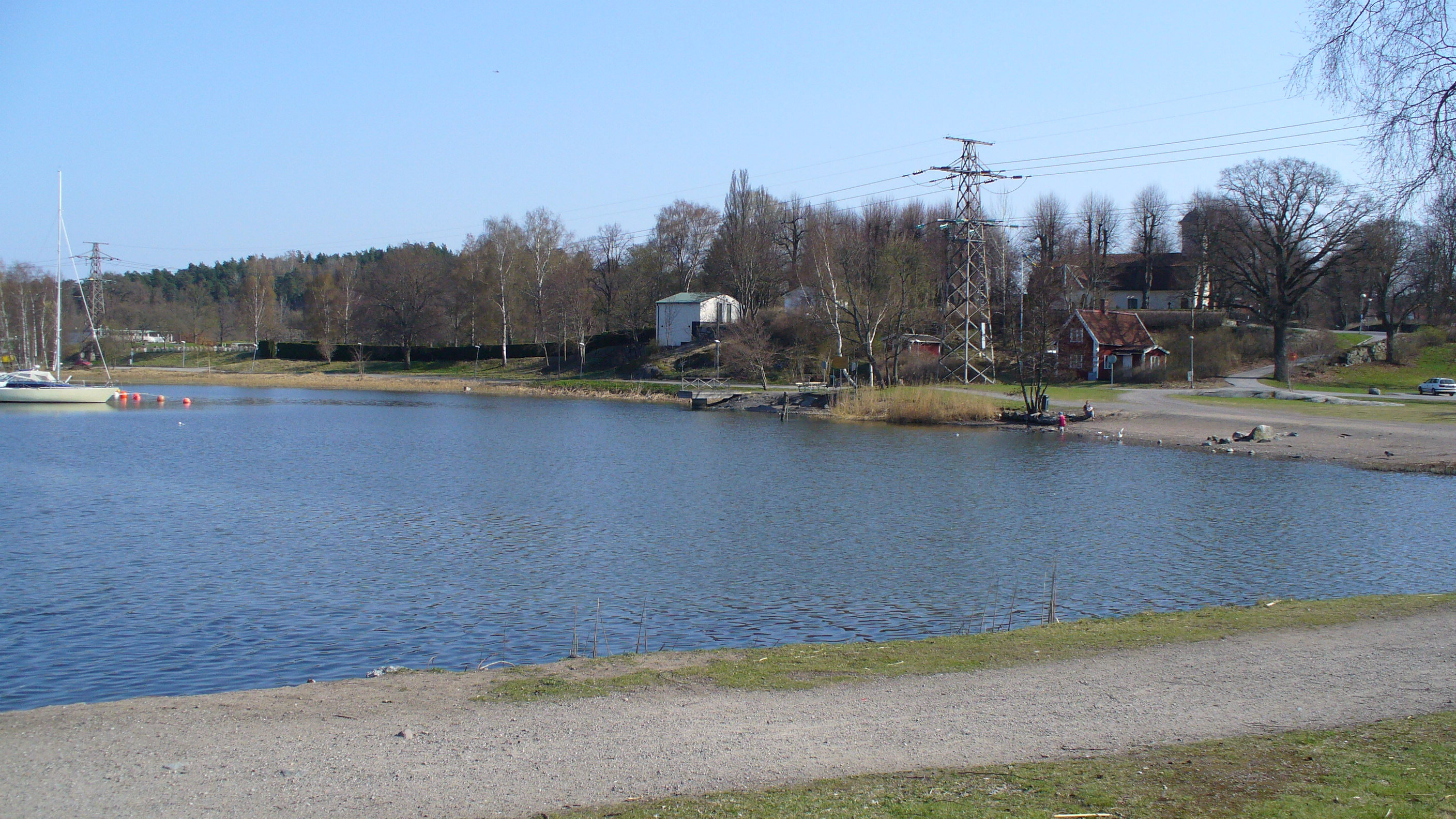
Kyrkviken på Lidingö. Till höger på höjden syns Lidingö kyrka.
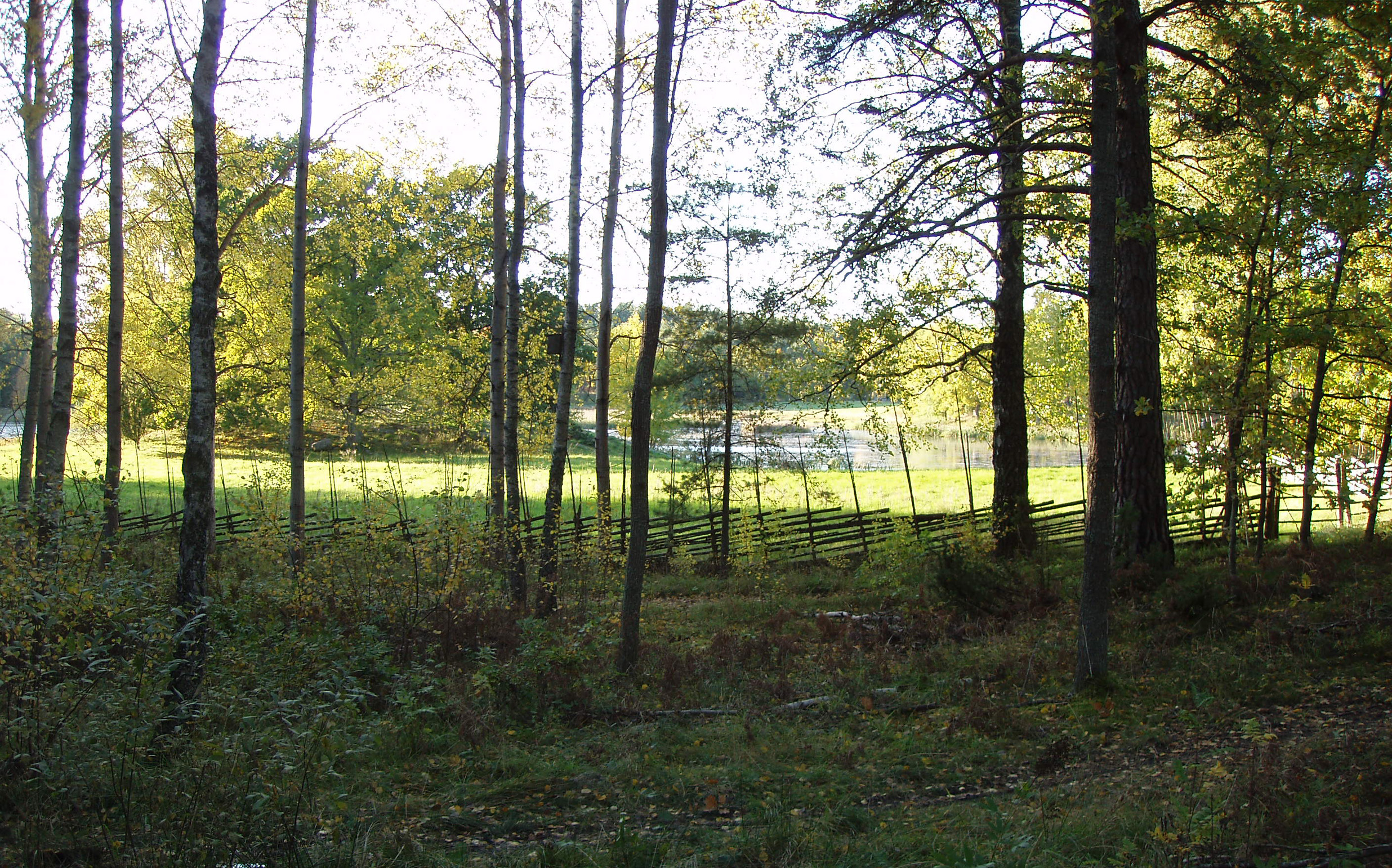
Lövskog och ängsmark med ekdunge i den så kallade Hagen invid Västra Långängskärret inom Lidingös naturreservat.

## Bildspel
|  |